# Joanesburgo
Joanesburgo (em inglês:  Johannesburg; em africâner:  Johannesburg) é a maior cidade da África do Sul e a capital da província de Gauteng, que é a província mais rica do país. A metrópole é considerada uma cidade global alfa, conforme listado por um estudo da Universidade de Loughborough. Em 2019, a população da cidade era de 5,6 milhões de habitantes. No mesmo ano, a população da região metropolitana de Joanesburgo foi estimada em cerca de 8 milhões de pessoas. A cidade está localizada na cordilheira de Witwatersrand, rica em minerais, e é o centro do comércio de ouro e diamante em grande escala, sendo que a maioria das grandes empresas e bancos do país têm sede em Joanesburgo. Foi uma das cidades-sede da Copa do Mundo FIFA de 2010 – e sediou a final.
Apesar de às vezes ser confundida como capital da África do Sul, a cidade não é um dos três centros políticos do país, embora Pretória, a capita executiva do país, situada a 55 quilômetros ao norte de Joanesburgo, se figura como parte de sua região metropolitana. Apesar disso, para fins de logística administrativa e estrutura sócio-urbana e exatamente devido a essa proximidade da cidade de Joanesburgo e de Pretória, a primeira abriga dentro de seus limites a Corte Constitucional da África do Sul.
A cidade foi fundada em 1886 após a descoberta de ouro no que havia sido uma fazenda, o que iníciou uma corrida do ouro que, em dez anos, fez a população local crescer para 100 mil habitantes. Uma cidade separada durante a era do apartheid, do final da década de 1970 até 1994, Soweto agora faz parte de Joanesburgo. Originalmente um acrônimo para "South-Western Townships", Soweto originou-se como uma coleção de assentamentos nos arredores de Joanesburgo, povoados principalmente por trabalhadores africanos negros nativos da indústria de mineração de ouro. Soweto, embora eventualmente incorporado a Joanesburgo, havia sido separado como área residencial apenas para negros, que não tinham permissão para morar em outros subúrbios designados para brancos. O subúrbio de Lenasia é predominantemente povoada por sul-africanos anglófonos e ascendência indiana. Essas áreas foram designadas como áreas não brancas de acordo com as políticas segregacionistas do governo sul-africano conhecidas como apartheid.

## Etimologia
A origem do nome da cidade é controversa. Várias pessoas chamadas "Johannes" estavam envolvidas no início da história da cidade. Entre eles está o principal funcionário do escritório do agrimensor-geral Hendrik Dercksen, Christiaan Johannes Joubert, que era membro do Volksraad (parlamento) e era chefe de mineração da República. Outro foi Stephanus Johannes Paulus Kruger (mais conhecido como Paul Kruger), presidente da República Sul-Africana (ZAR) de 1883 a 1900. Johannes Meyer, o primeiro funcionário do governo na área é outra possibilidade.
Registros precisos para a escolha do nome foram perdidos. Johannes Rissik e Johannes Joubert também faziam parte de uma delegação enviada à Inglaterra para obter direitos minerários para a área. Joubert tinha um parque na cidade com o seu nome, e Rissik tem o seu nome para uma das principais ruas da cidade onde está localizado o edifício historicamente importante embora dilapidado Rissik Street Post Office.

## História

### Pré-colononização europeia
A região ao redor de Joanesburgo foi originalmente habitada por caçadores-coletores sãs que usavam ferramentas de pedra. Há evidências de que eles viveram lá até dez séculos atrás. Em meados do século XVIII, a região mais ampla foi amplamente colonizada por várias comunidades sotho-tswana (um ramo linguístico de falantes de línguas bantas), cujas aldeias, cidades, chefias e reinos se estendiam do Protetorado da Bechuanalândia (o que é agora Botsuana) no oeste, até o atual Lesoto no sul e as atuais áreas sepedi da província de Limpopo, no norte. Mais especificamente, as ruínas de paredes de pedra das cidades e aldeias de Sotho-Tswana estão espalhadas pelas partes da antiga província do Transvaal, na qual Joanesburgo está situada.
Muitas cidades e aldeias sotho-tswana nas áreas ao redor de Joanesburgo foram destruídas e seu povo expulso durante as guerras que emanam do Reino Zulu durante o final do século XVIII e início do século XIX (o que ficou conhecido como mfecane) e, como resultado, um ramo do Reino Zulu, os matabeles (ou andebeles setentrionais), estabeleceu o reino Mutuacazi a noroeste de Joanesburgo em torno da moderna Rustemburgo.

### Corrida do ouro

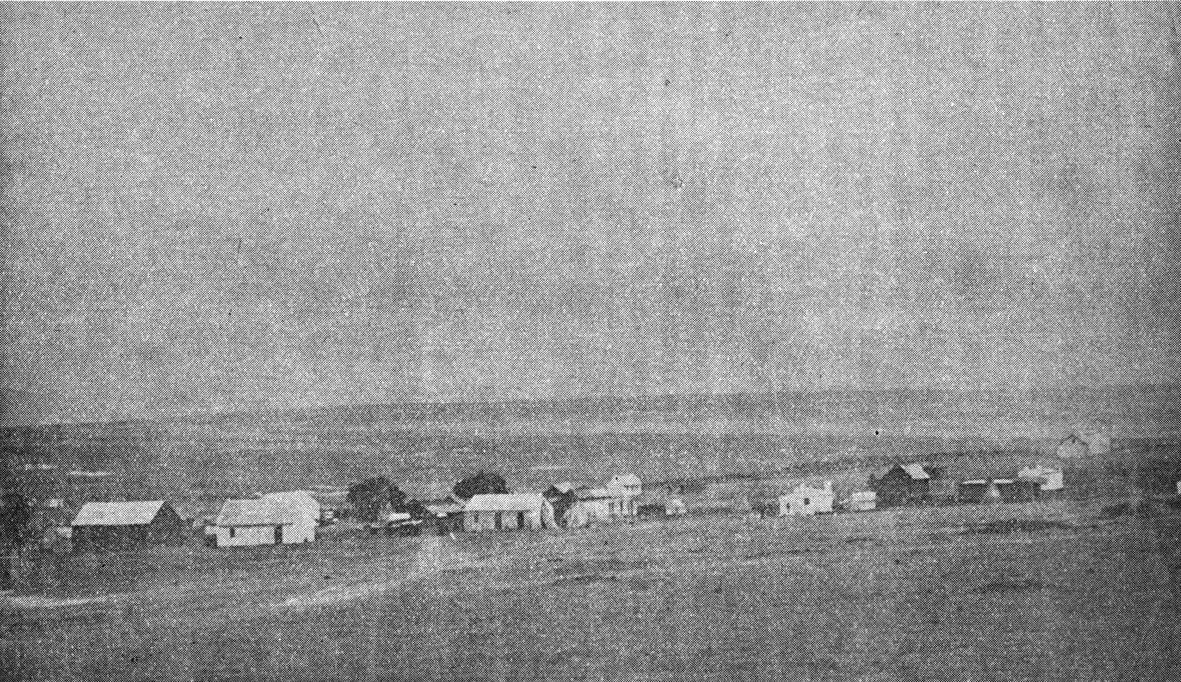
A fazenda onde foi encontrado ouro pela primeira vez em 1886

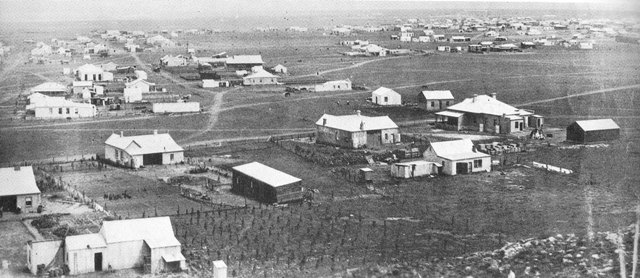
Subúrbio de Jeppestown em 1888

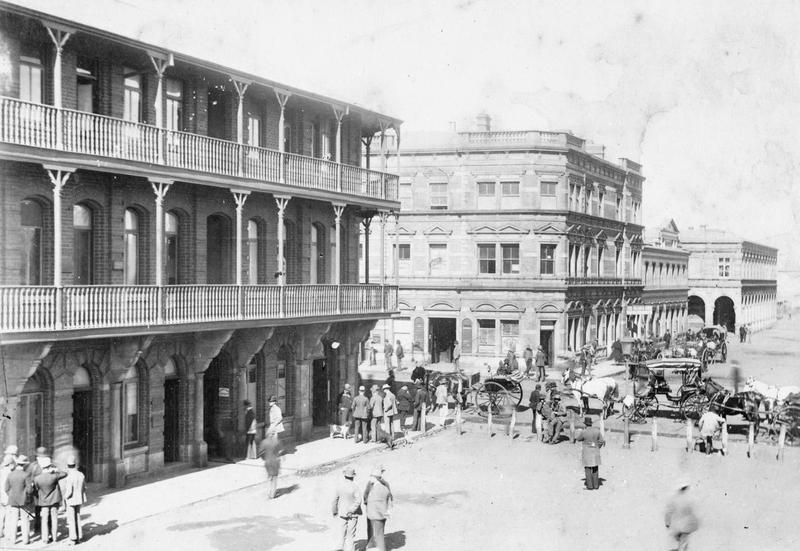
Bolsa de Valores de Joanesburgo durante a Segunda Guerra Bôer (1899-1902)

A principal jazida de ouro de Witwatersrand foi descoberta em junho de 1884 na fazenda Vogelstruisfontein por Jan Gerritse Bantjes, o que desencadeou a Corrida do Ouro de Witwatersrand e a fundação de Joanesburgo em 1886. A descoberta de ouro rapidamente atraiu pessoas para a área, tornando necessário um nome e uma organização governamental para a região. Jan, Johan e Johannes eram nomes masculinos comuns entre os holandeses da época; dois homens envolvidos no levantamento da área para a melhor localização da cidade, Christian Johannes Joubert e Johann Rissik, são considerados a fonte do nome por alguns. Johannes Meyer, o primeiro funcionário do governo na área é outra possibilidade. Registros precisos para a escolha do nome, no entanto, foram perdidos. Dentro de dez anos, a cidade de Joanesburgo incluía 100 mil pessoas. Em setembro de 1884, os irmãos Struben descobriram oa jazida Confidence na fazenda Wilgespruit, perto da atual Roodepoort, o que aumentou ainda mais a empolgação com as perspectivas de ouro.:254
O ouro já havia sido descoberto anteriormente a cerca de 400 quilômetros a leste da atual Joanesburgo, em Barberton. Os garimpeiros logo descobriram os recifes de ouro mais ricos do Witwatersrand oferecidos por Bantjes. O acampamento original dos mineiros, sob a liderança informal do coronel Ignatius Ferreira, localizava-se no declive de Fordsburg, possivelmente porque ali havia água disponível e pela proximidade do local às escavações. Após o estabelecimento de Joanesburgo, a área foi tomada pelo governo do Transvaal, que a denominou "Município de Ferreira", hoje o subúrbio de Ferreirasdorp. O primeiro assentamento no local foi estabelecido como um acampamento de tendas e logo atingiu uma população de três mil pessoas em 1887. Em 1896, Joanesburgo foi estabelecida como uma cidade de mais de 100 mil habitantes, uma das cidades de crescimento mais rápido de todos os tempos. As minas perto de Joanesburgo estão entre as mais profundas do mundo, com algumas de até quatro mil metros de profundidade.
Como muitas cidades mineiras do final do século XIX, Joanesburgo era um lugar áspero e desorganizado, povoado por mineiros brancos de todos os continentes, tribos africanas recrutadas para realizar trabalho não qualificado nas minas, cervejeiras africanas que cozinhavam e vendiam cerveja para os trabalhadores migrantes negros, um grande número de prostitutas europeias, gângsteres, africânderes empobrecidos, comerciantes e os "AmaWasha", homens zulus que surpreendentemente dominavam o trabalho de lavanderia. À medida que o valor do controle da terra aumentava, tensões se desenvolveram entre o governo do Transvaal em Pretória, dominado pelos bôeres, e os britânicos, culminando no Jameson Raid que terminou em fiasco em Doornkop em janeiro de 1896.

### Século XX

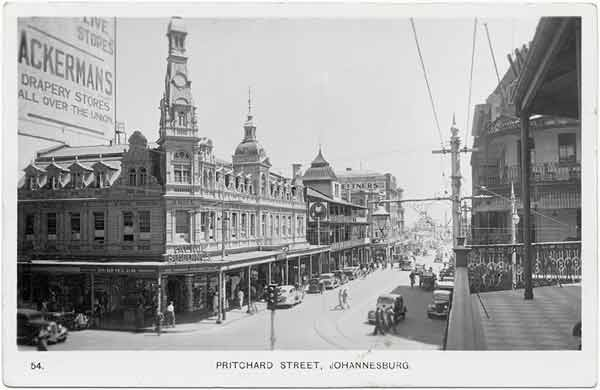
Rua Pritchard em 1910

Na Segunda Guerra dos Bôeres (1899-1902), a cidade foi ocupada em 30 de maio de 1900 por forças britânicas sob o comando do Marechal de Campo Frederick Sleigh Roberts, 1º Conde Roberts, após uma série de batalhas a sudoeste de seus limites, perto da atual Krugersdorp. Os combates ocorreram na Passagem de Gatsrand (perto do Parque Zakariyya) em 27 de maio, ao norte de Vanwyksrust - hoje Nancefield, Eldorado Park e Naturena - no dia seguinte, culminando em um ataque de infantaria em massa no que é agora o cume do sistema hidráulico em Chiawelo e Senaoane em 29 de maio.
Durante a guerra, muitos mineiros africanos deixaram Joanesburgo criando uma escassez de mão de obra, o que as minas resolveram trazendo trabalhadores chineses, especialmente do sul da China. Após a guerra, eles foram substituídos por trabalhadores negros, mas muitos chineses permaneceram, criando a comunidade chinesa de Joanesburgo, que durante a era do apartheid, não era legalmente classificada como "asiática", mas como "colorida". A população da cidade em 1904 era de 155.642 pessoas, dos quais 83.363 eram brancos.

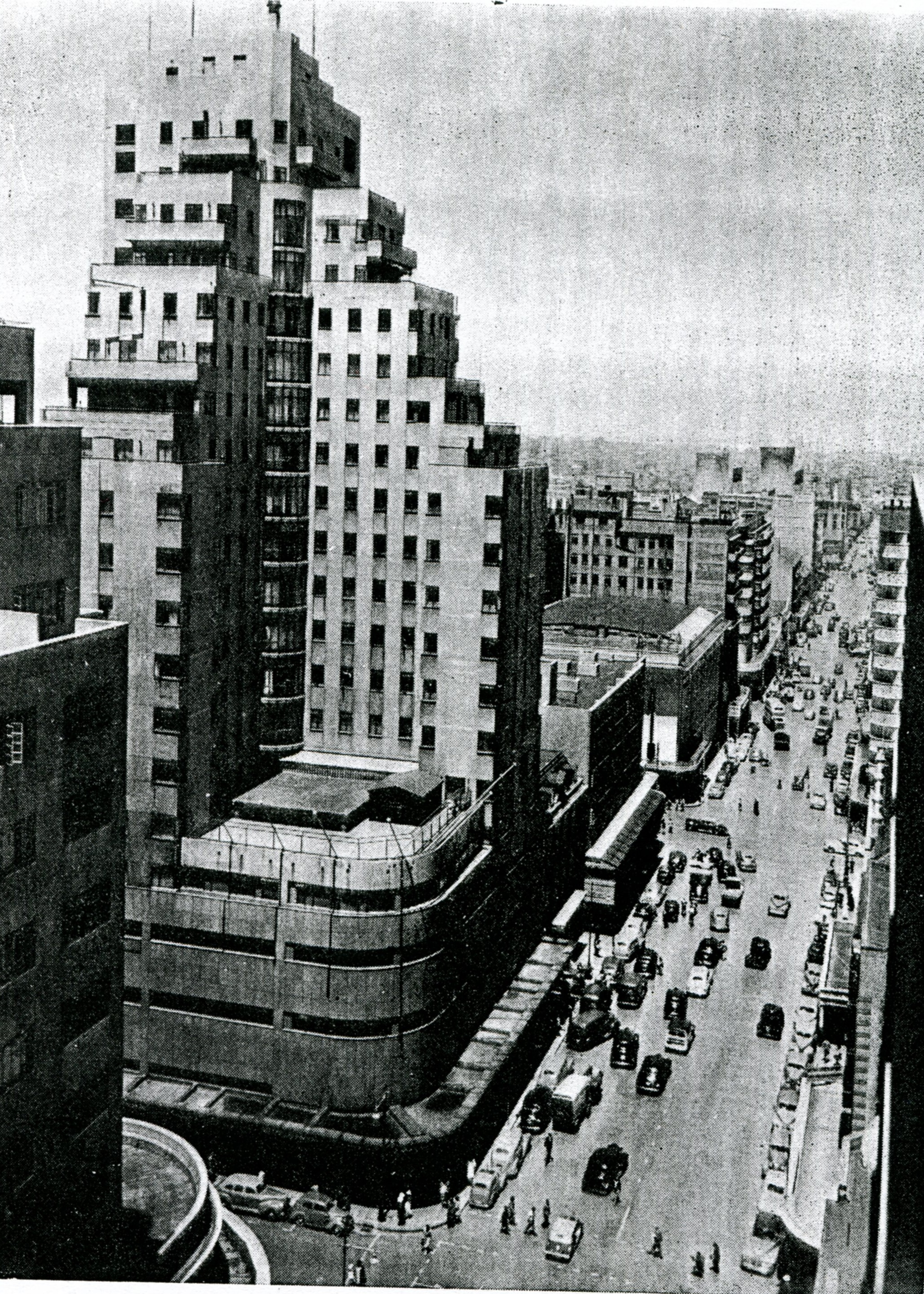
Ansteys Building em meados da década de 1930

Em 1917, Joanesburgo tornou-se a sede da Anglo-American Corporation fundada por Ernest Oppenheimer, que acabou se tornando uma das maiores corporações do mundo, dominando tanto a mineração de ouro quanto a mineração de diamantes na África do Sul. Grandes desenvolvimentos de construção ocorreram na década de 1930, depois que a África do Sul saiu do padrão-ouro. Nos anos 1950 e início dos anos 1960, o governo do apartheid construiu a grande aglomeração de municípios que ficou conhecido como Soweto. Novas auto-estradas encorajaram a expansão suburbana maciça ao norte da cidade. No final dos anos 1960 e início dos anos 1970, blocos de torres (incluindo o Carlton Centre e o Southern Life Centre) enchiam o horizonte do distrito comercial central da cidade.
Sob o apartheid (africâner para "desenvolvimento separado", embora o sistema tenha sido fundado pelos britânicos), um sistema abrangente de segregação racial foi imposto à África do Sul a partir de 1948. Para seu crescimento, a economia de Joanesburgo dependia de centenas de milhares de trabalhadores brancos qualificados importados da Europa e de trabalhadores negros semi e não qualificados importados de outras partes da África Austral. Embora trabalhassem juntos, eram forçados pelo governo a viver separadamente. O trabalho era considerado uma exceção ao apartheid para manter Joanesburgo funcionando como a capital econômica da África do Sul. Na década de 1950, o governo iniciou uma política de construção de townships para famílias negras fora de Joanesburgo para fornecer trabalhadores para a cidade (antes disso, os trabalhadores não qualificados tinham que dormir em albergues apenas para homens nas minas e tinham que se deslocar para ver suas famílias). Soweto, um município fundado para trabalhadores negros que vinham trabalhar nas minas de ouro de Joanesburgo, deveria abrigar 50 mil pessoas, mas esse número foi superado em dez vezes, pois milhares de negros rurais desempregados vieram a Joanesburgo em busca de emprego e renda para enviar de volta para suas aldeias. Estimou-se que, em 1989, a população de Soweto era igual à de Joanesburgo, se não maior.

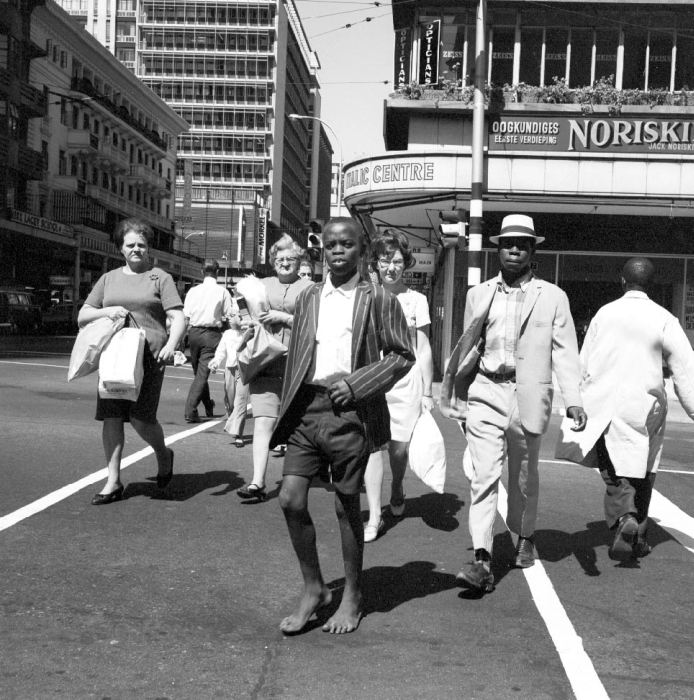
Pessoas nas ruas de Joanesburgo em 1970

Em março de 1960, Joanesburgo testemunhou manifestações generalizadas contra o apartheid em resposta ao Massacre de Sharpeville. Em 11 de julho de 1963, a polícia sul-africana invadiu uma casa no subúrbio de Rivonia, em Joanesburgo, onde nove membros do Congresso Nacional Africano (ANC, sigla em inglês) foram presos sob a acusação de planejar sabotagem. Sua prisão levou ao famoso Julgamento de Rivonia. Os nove presos incluíam um indo-sul-africano, um coloured, dois brancos e cinco negros, um dos quais viria a se tornar o futuro presidente Nelson Mandela. Em seu julgamento, os acusados admitiram abertamente que eram culpados do que eram acusados, ou seja, de planejar explodir o sistema hidrelétrico de Joanesburgo para fechar as minas de ouro, mas Mandela argumentou ao tribunal que o ANC havia tentado resistência não-violenta ao apartheid e falhou, deixando-o sem outra escolha. O julgamento fez de Mandela uma figura nacional e um símbolo de resistência ao apartheid.
Em 16 de junho de 1976, manifestações eclodiram em Soweto por causa de um decreto do governo de que crianças negras em idade escolar fossem educadas em africâner em vez de inglês. Depois que a polícia disparou contra os manifestantes, tumultos contra o apartheid começaram em Soweto e se espalharam pela área metropolitana de Joanesburgo. Cerca de 575 pessoas, a maioria negra, foram mortas durante o Levante de Soweto em 1976. Entre 1984 e 1986, a África do Sul estava em turbulência com uma série de protestos, greves e tumultos em todo o país contra o apartheid, sendo que os bairros negros ao redor de Joanesburgo foram palcos de algumas das lutas mais ferozes entre a polícia e os manifestantes antiapartheid.
A área central da cidade sofreu um declínio nas décadas de 1980 e 1990, devido à alta taxa de criminalidade e ao redirecionamento do interesse imobiliário para shopping centers suburbanos, parques de escritórios descentralizados e centros de entretenimento, como o Sandton City, que foi inaugurado em 1973, seguido pelo Rosebank Mall em 1976 e o Eastgate em 1979.

### Século XXI

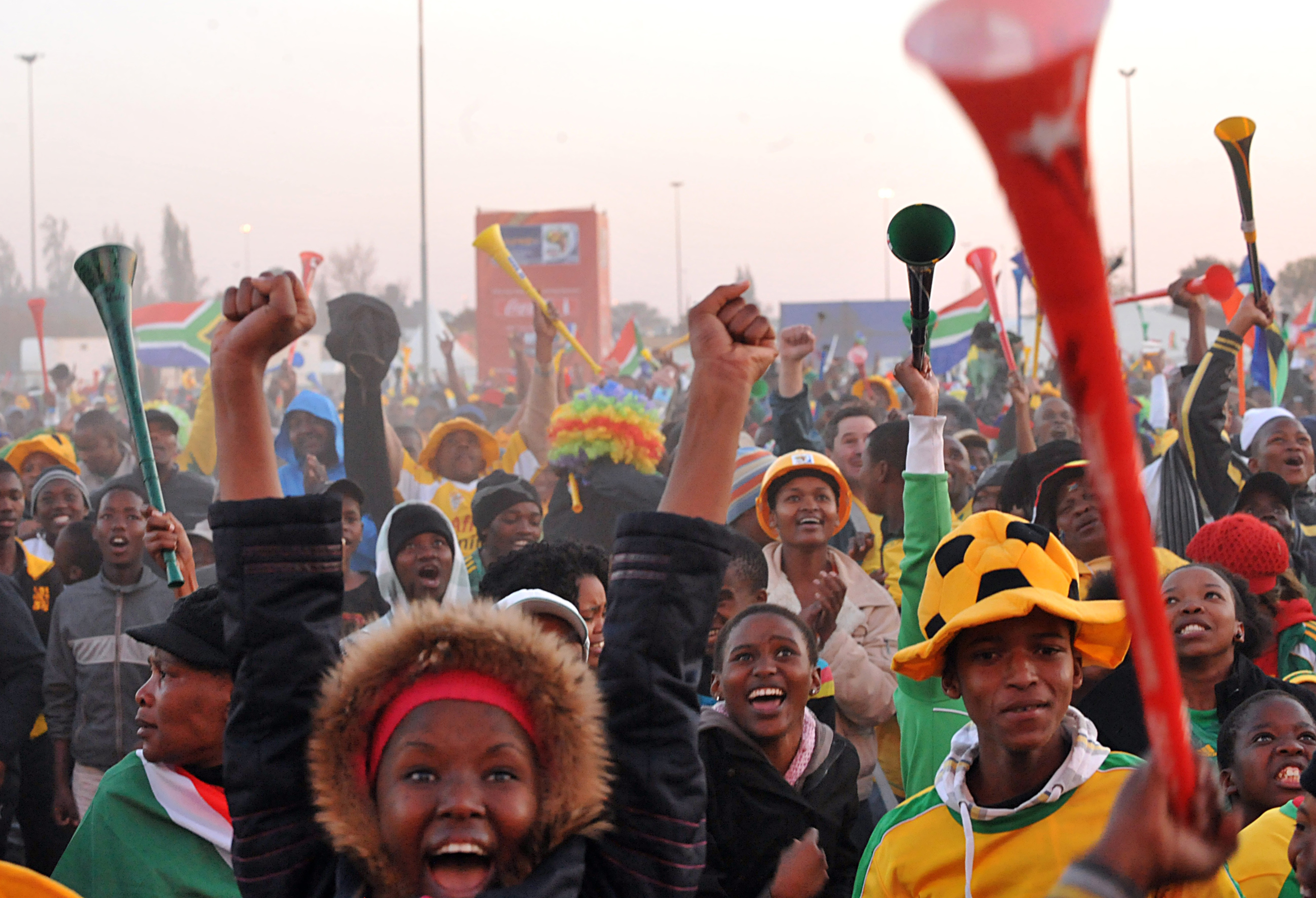
Sul-africanos assistindo a um dos jogos da Copa do Mundo FIFA de 2010 em um telão em Soweto

Em 12 de maio de 2008, uma série de tumultos começou no township de Alexandra, na parte nordeste de Joanesburgo, quando moradores atacaram migrantes de Moçambique, Malawi e Zimbábue, matando duas pessoas e ferindo outras 40. Esses distúrbios desencadearam os ataques xenófobos de 2008. Um estádio completamente remodelado, o Soccer City, em Joanesburgo sediou a final da Copa do Mundo FIFA de 2010.

## Geografia

### Topografia

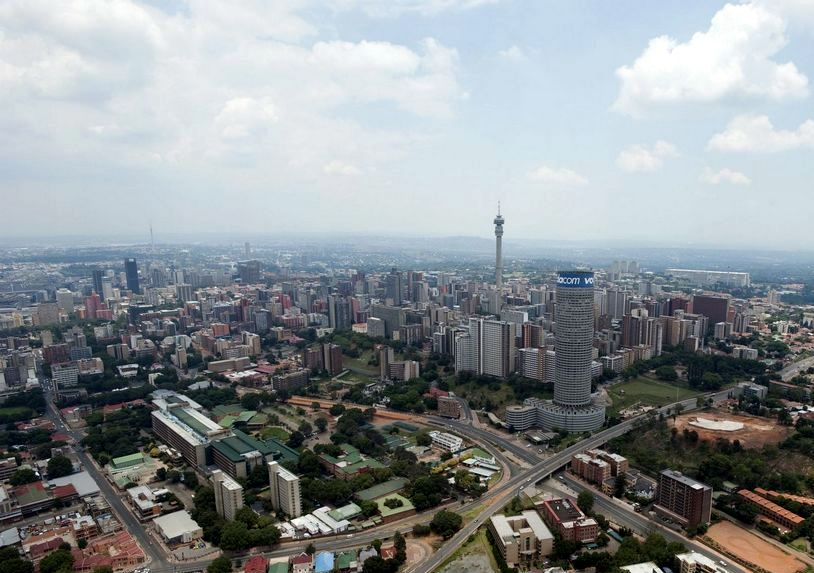
Vista da região central da cidade

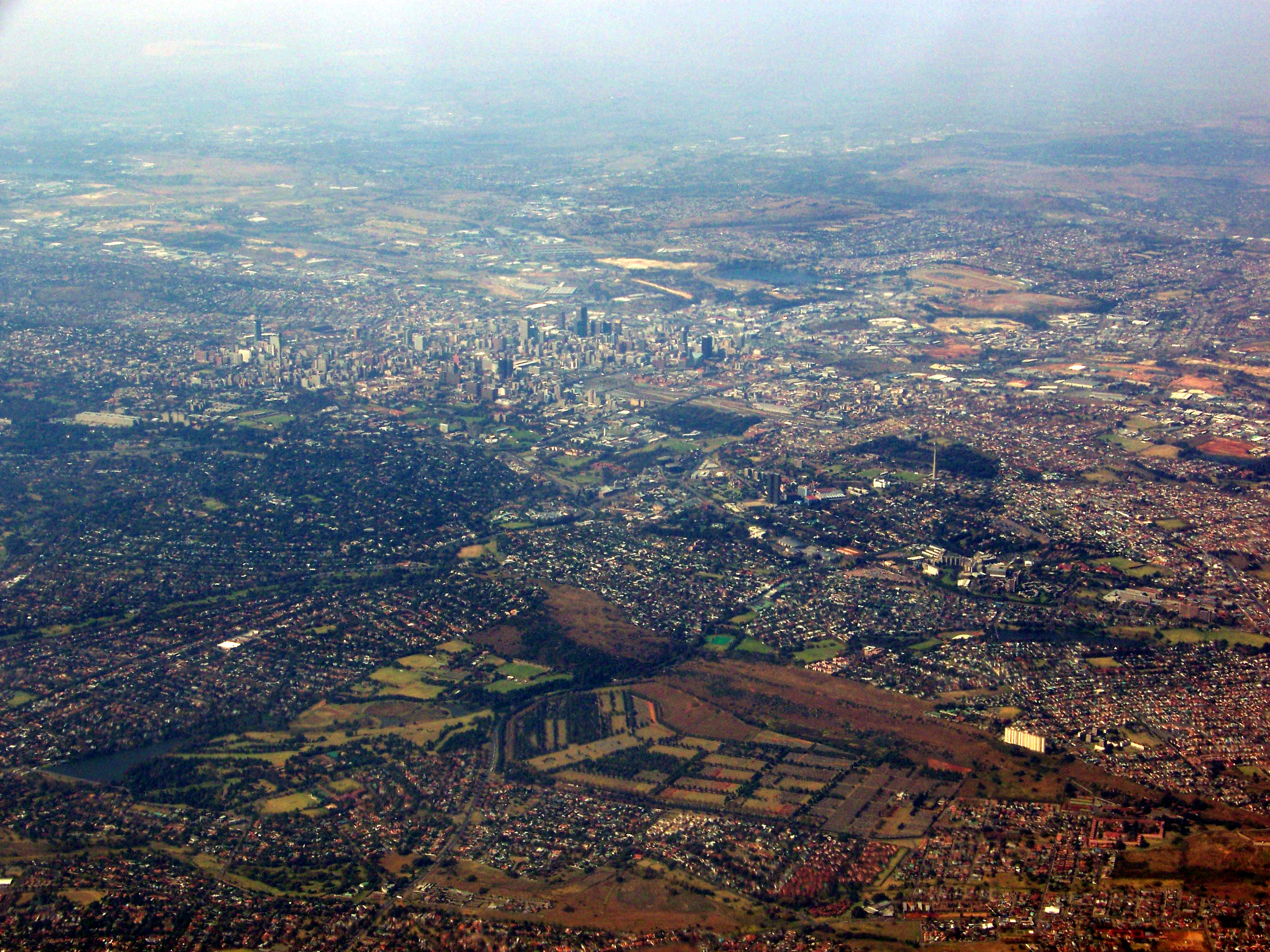
Vista aérea da cidade

Joanesburgo está localizada no planalto oriental da África do Sul conhecido como Highveld, a uma altitude de 1753 metros. O centro da cidade está localizado no lado sul da formação geológica chamada Witwatersrand (africâner: Cume da Água Branca). De um modo geral o Witwatersrand é o divisor de águas entre os rios Limpopo e Vaal, sendo que a parte norte da cidade é banhada pelo rio Jukskei enquanto a parte sul da cidade, incluindo a maior parte do centro, é banhada pelo rio Klip. O norte e o oeste da cidade tem colinas onduladas, enquanto as partes orientais são mais planas.
Joanesburgo pode não ser construída em um rio ou porto, mas seus rios contribuem para dois dos rios mais poderosos da África Austral – o Limpopo e o Orange. A maioria das nascentes de onde emanam muitos desses córregos são agora cobertas de concreto e canalizadas, o que explica o fato de que os nomes das primeiras fazendas da área geralmente terminam com "fontein", que significa "primavera" em africâner. Braamfontein, Rietfontein, Zevenfontein, Doornfontein, Zandfontein e Randjesfontein são alguns exemplos. Quando os primeiros colonos brancos chegaram à área que hoje é Joanesburgo, eles notaram as rochas brilhantes nas cordilheiras, correndo com gotas de água, alimentadas pelos riachos – dando à área o nome de Witwatersrand, "a crista das águas brancas". Outra explicação é que a brancura vem da rocha quartzítica, que tem um brilho particular após a chuva.
O local não foi escolhido por seus rios, no entanto. As principais razões pelas quais a cidade foi fundada onde está hoje foi por causa do ouro. De fato, a cidade já esteve perto de grandes quantidades de ouro, dado que em um ponto a indústria de ouro de Witwatersrand produzir quarenta por cento do ouro do planeta.

### Áreas verdes

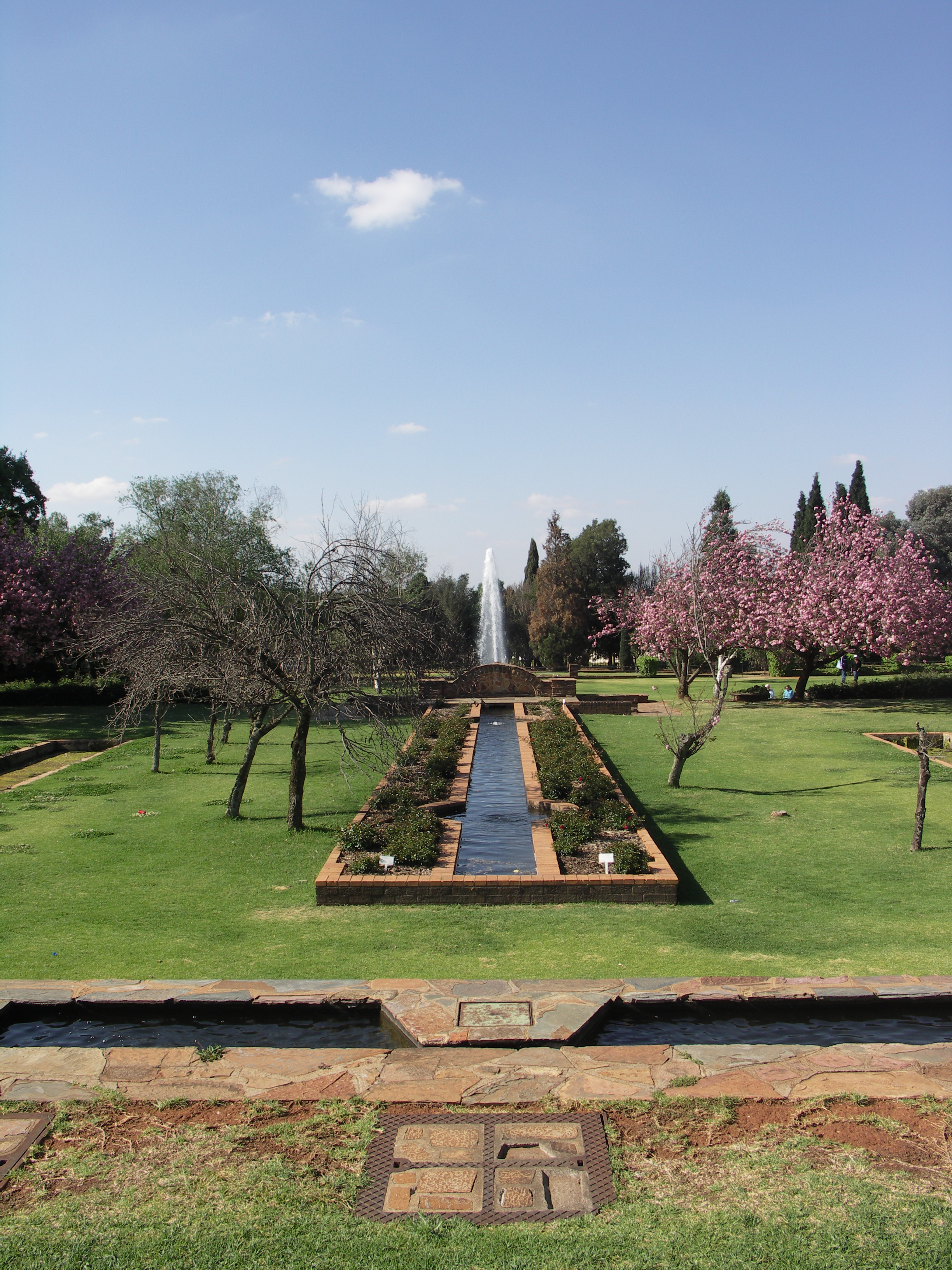
Jardim Botânico de Joanesburgo

Parques e jardins em Joanesburgo são mantidos pela  City Parks, que também é responsável pelo plantio das muitas árvores verdes da cidade, tornando Joanesburgo uma das cidades 'mais verdes' do mundo. Estima-se que existam seis milhões de árvores na cidade, com o número crescendo a cada ano – 1,2 milhão em calçadas e mais 4,8 milhões em jardins particulares. A City Parks continua a investir no plantio de árvores, particularmente nas áreas anteriormente desfavorecidas de Joanesburgo que não foram beneficiárias positivas do planejamento urbano do apartheid de Joanesburgo. O Jardim Botânico de Joanesburgo, localizado no subúrbio de Emmarentia, também é um parque recreativo popular.

### Clima
Joanesburgo tem um clima classificado como oceânico de altitude (Köppen Cwb). Os meses de verão (outubro a abril) são caracterizados por dias quentes e ensolarados seguidos por trovoadas à tarde e noites frias. Os meses de inverno (maio a setembro) são geralmente caracterizados por dias secos e ensolarados seguidos por noites frias.

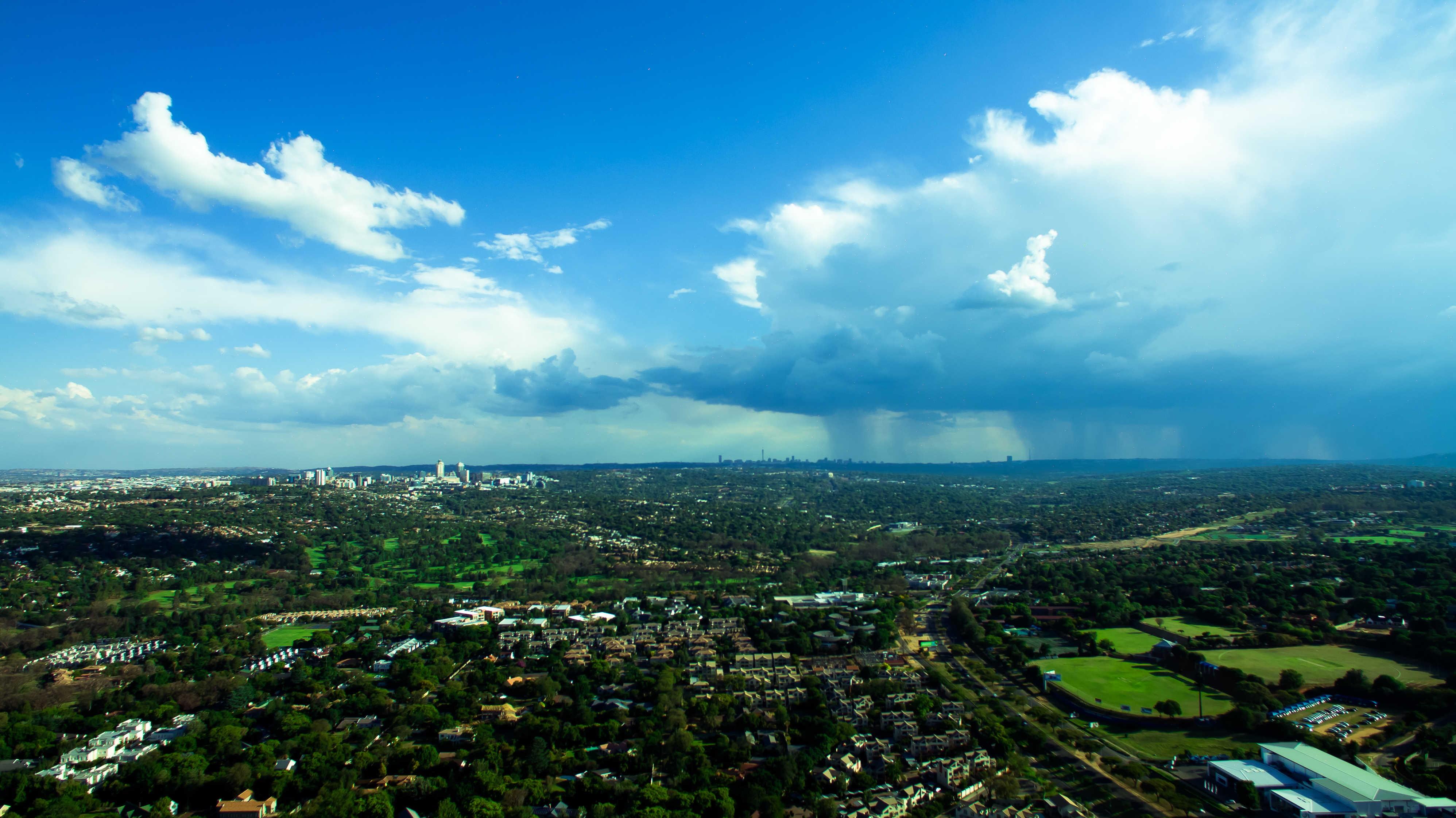
Chuvas durante um dia de verão em Joanesburgo

As temperaturas na cidade geralmente são bastante amenas devido à elevada altitude da região, com temperatura diurna máxima média em janeiro de 25,6 °C, caindo para uma média máxima de cerca de 16 °C em junho. O inverno é a época mais ensolarada do ano, com dias amenos e noites frias, sendo que a temperatura cai para 4,1 °C em junho e julho e, às vezes, cai para abaixo de zero durante a noite, fazendo com que ocorra geada. A neve é uma ocorrência rara, sendo que o fenômeno foi registrado no século XX em maio de 1956, agosto de 1962, junho de 1964 e setembro de 1981.
Frentes frias regulares passam no inverno trazendo ventos muito frios do sul, mas normalmente com céus claros. A precipitação média anual é de 713 mm, que é em sua maior parte concentrada nos meses do verão. Chuvas infrequentes ocorrem ao longo do curso dos meses de inverno. A menor temperatura mínima noturna já registrada em Joanesburgo foi de -8,2 °C, em 13 de junho de 1979. A menor temperatura máxima diurna registrada foi de 1,5 °C, em 19 de junho de 1964.

## Demografia

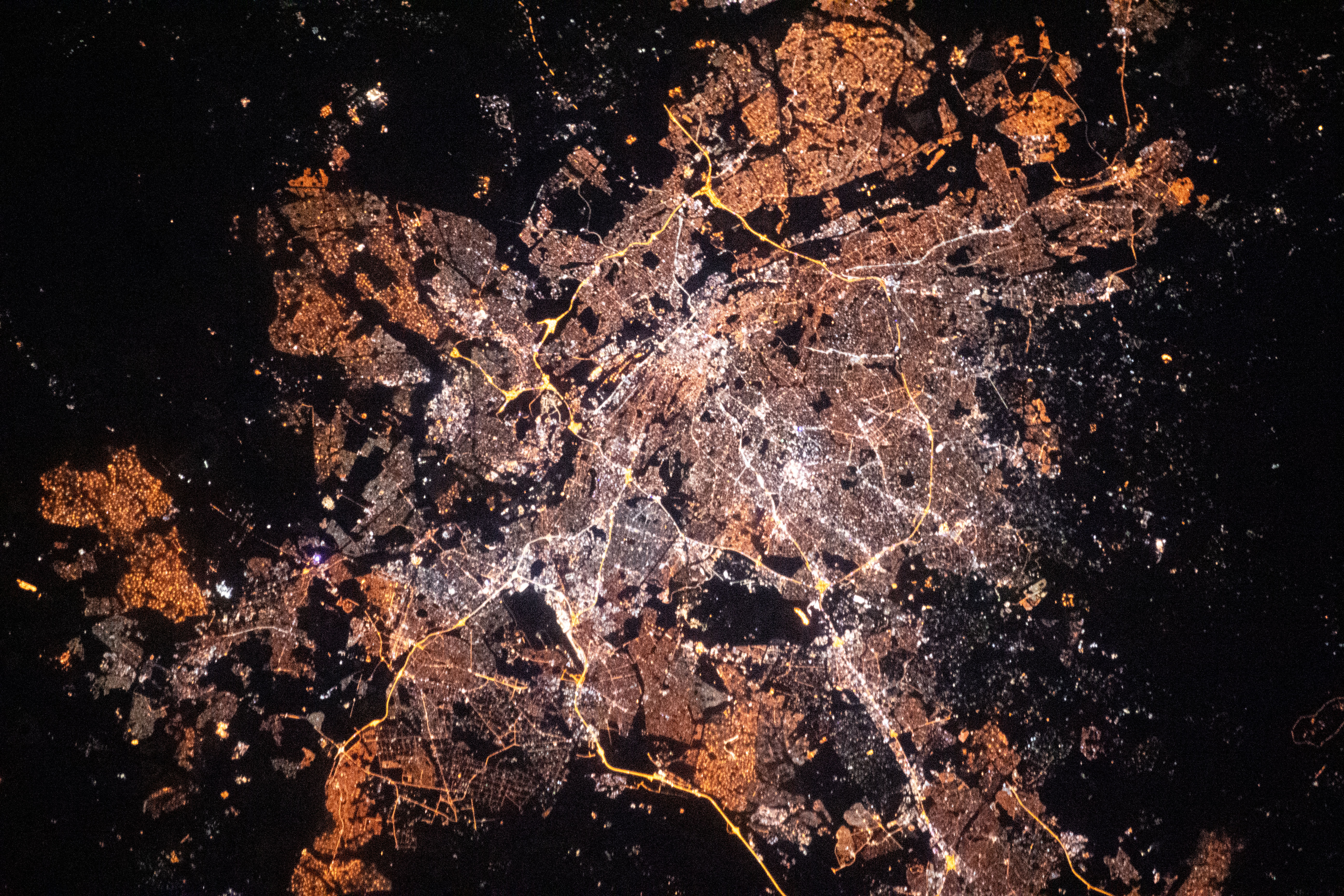
Imagem de satélite de Joanesburgo à noite

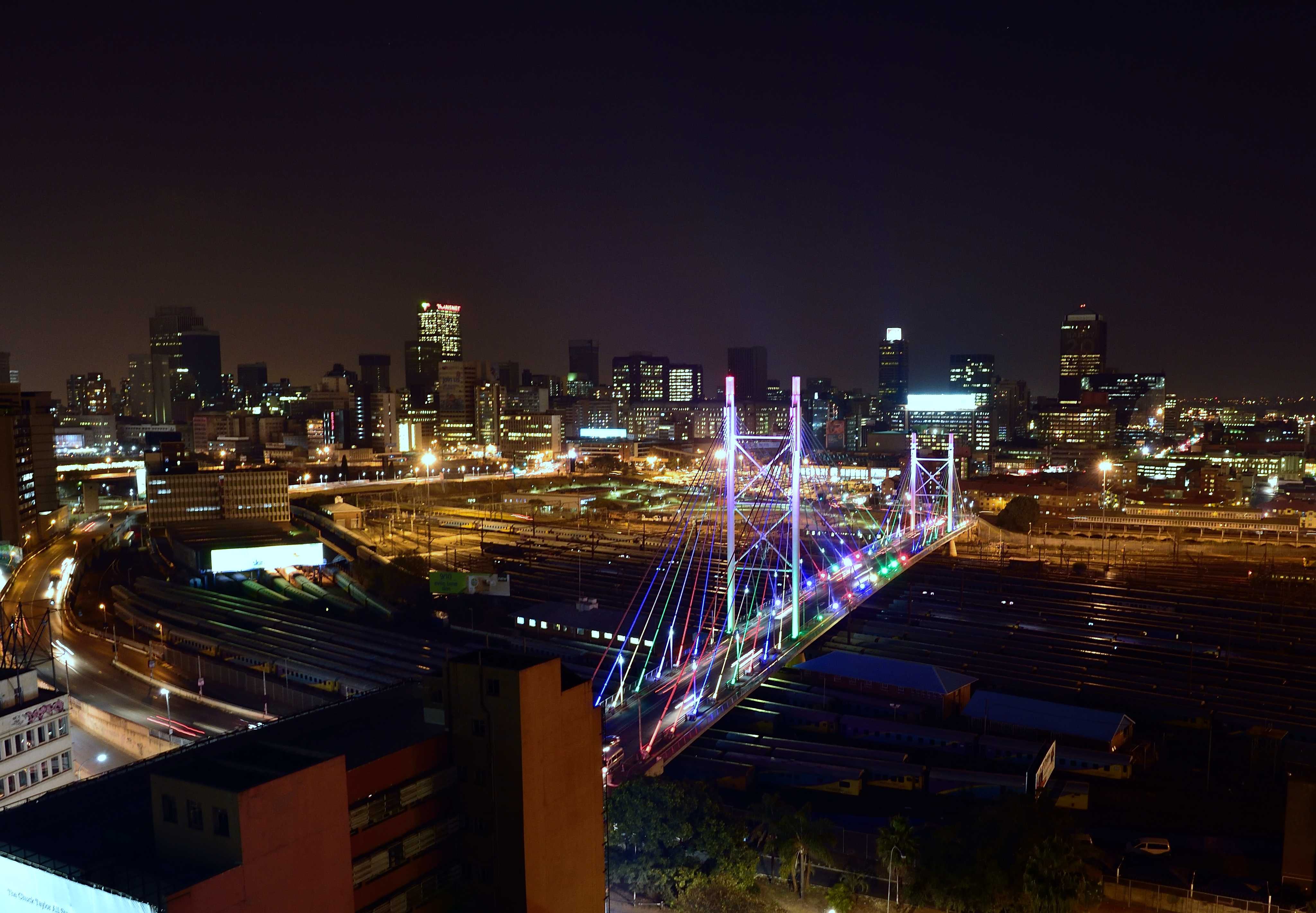
Vista da cidade com destaque para a Ponte Nelson Mandela

De acordo com o Censo Nacional Sul-Africano de 2001, a população de Joanesburgo era 3 225 812 pessoas (embora sua região metropolitana abrigue 4 milhões de habitantes), composta por pessoas que vivem em 1 006 930 domicílios formais, dos quais 86% têm descarga ou banheiro químico e 91% têm coleta de lixo, pelo menos, uma vez por semana. 81% dos domicílios da cidade têm acesso a água corrente e 80% recebem eletricidade. 29% dos residentes de Joanesburgo vivem em habitações informais. 66% das famílias são chefiadas por uma pessoa.
A população da cidade tem 73% de negros, 16% de brancos, mestiços 6% e asiáticos 4% de um total de mais de 3.8 milhões de habitantes. 42% da população têm menos de 24 anos de idade,enquanto 6% estão acima dos 60 anos.37% dos residentes estão desempregados, destes 91% são negros.As mulheres compreendem 43% da população economicamente ativa; 19% da PEA da cidade trabalha no setor de comércio, 18% no setor financeiro, mercado imobiliário ou na área de negócios, 17% nas áreas de prestação de serviços comunitários e 12% estão no setor industrial; apenas 0,7% trabalham no setor de mineração.[carece de fontes?]

### Crime
Após o o fim do regime do apartheid em 1991, Joanesburgo foi afetada pela decadência urbana. Milhares de negros pobres, que antes eram proibidos pelo governo de viver na cidade, se mudaram para bairros periféricos, como Soweto, e muitos imigrantes de países africanos arrasados por guerras civis foram para a África do Sul. Muitos edifícios foram abandonados pelos proprietários brancos, especialmente em áreas de alta densidade, tais como Hillbrow. Muitas empresas e instituições, incluindo a bolsa de valores, mudaram suas sedes para longe do centro da cidade, como para subúrbios ricos como Sandton.

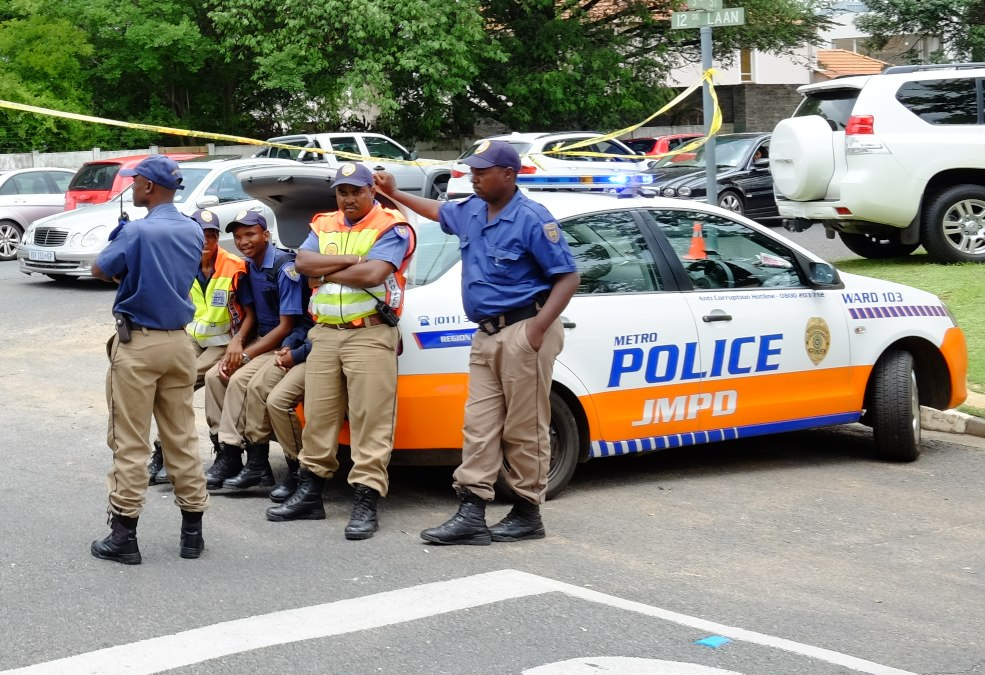
Policiais do Departamento de Polícia Metropolitana de Joanesburgo

Reviver o centro da cidade é um dos principais objetivos do governo municipal de Joanesburgo. Foram tomadas medidas drásticas para reduzir a criminalidade, como câmeras de vigilância nas esquinas. Em 11 de dezembro de 2008, cada esquina do centro de Joanesburgo passou a contar com um sistema de vigilância de alta tecnologia. O sistema, operado pelo Departamento de Polícia Metropolitana de Joanesburgo (JMPD), também é capaz de detectar veículos furtados ou roubados através da digitalização das placas de todos os automóveis que passam pelo centro da cidade. O JMPD alega que o tempo médio de resposta pela polícia para crimes cometidos no centro é de 60 segundos.
Os níveis de criminalidade em Joanesburgo caíram quando a economia sul-africana se estabilizou e começou a crescer. Entre 2001 e 2006, 1,2 bilhão de dólares foram investidos no centro da cidade. Em um esforço para preparar Joanesburgo para a Copa do Mundo FIFA de 2010, governo local pediu o auxílio de Rudy Giuliani, ex-prefeito de Nova York, para ajudar a reduzir o índice de criminalidade na cidade. Os homicídios no município Johannesburg chegaram a 1 697 em 2007 de acordo com o Conselho de Pesquisa Médica Sul-Africano, uma taxa de 1 para cada 2 326 habitantes. Para recordar, na década de 2000 uma pessoa não podia ficar mais de 15 minutos defronte a casa de outrem sem ser interditado pela polícia, lembra-se assim Poeta Sombra, na altura conhecido como Dominic, que foi surpreendido pela polícia sul africana quando este pulava o muro do Quintal da namorada, Bela.

## Governo

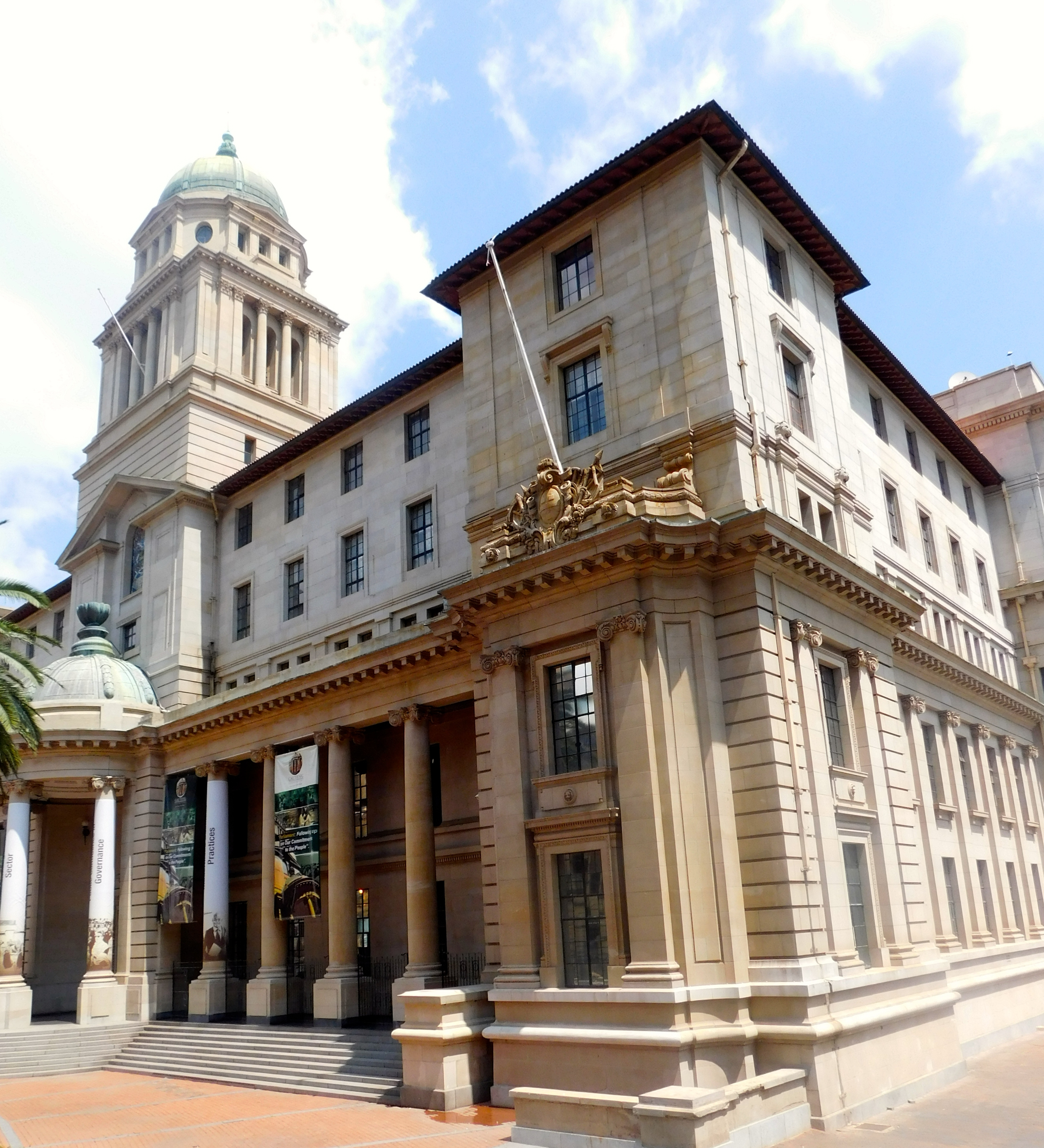
Prefeitura de Joanesburgo

A cidade de Joanesburgo faz parte do Município Metropolitano de Joanesburgo, que é o seu órgão de governo local. Depois do fim da era do apartheid, a atual cidade de Joanesburgo foi criada a partir de onze autoridades locais preexistentes, das quais sete eram para brancos e quatro negros ou mestiços. Apesar de Joanesburgo ter sido novamente dividida em onze regiões administrativas, essas novas divisões não correspondem às áreas regidas pelas autoridades locais antigas. Mais tarde, em 2006, o número de regiões administrativas foi consolidado em sete. O motivo foi a separação dos poderes entre os órgãos legislativos e executivos da cidade.

### Cidades-irmãs
Joanesburgo é geminada com as seguintes cidades:
- Addis Ababa
- Birmingham
- Londres
- Nova York
- Windhoek

## Economia

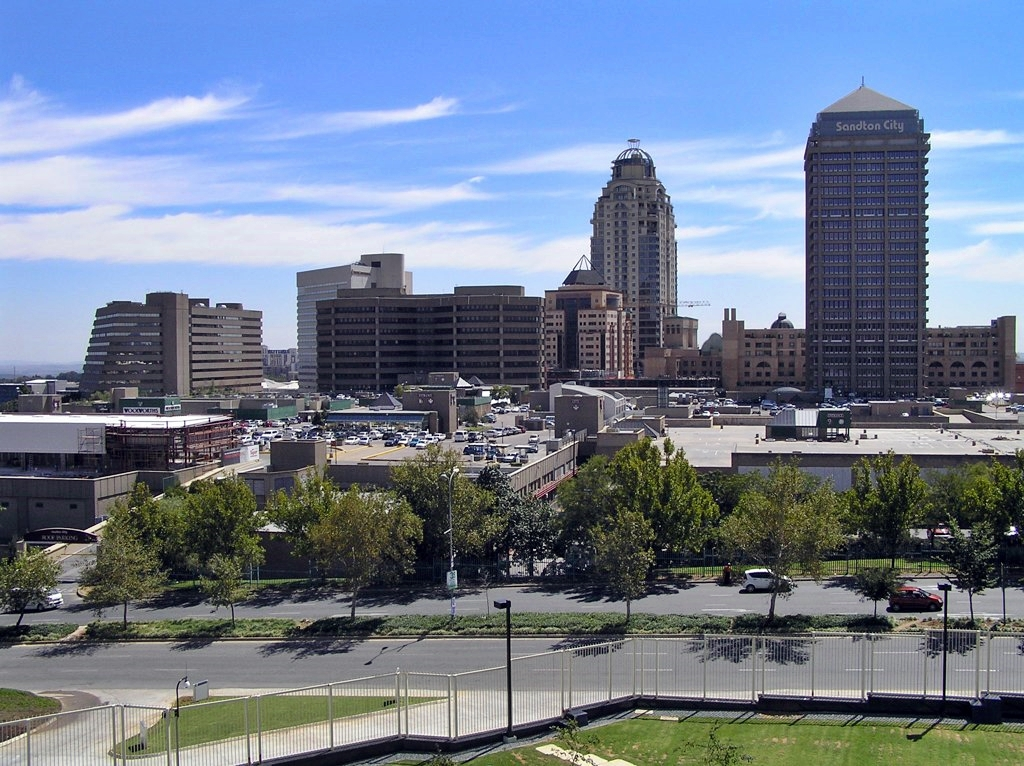
Centro financeiro de Sandton, onde está localizada a Bolsa de Valores de Joanesburgo

Joanesburgo é o centro econômico da África do Sul, sendo responsável por 16% do produto interno bruto (PIB) do país e por 40% da atividade econômica de Gauteng.
Em uma pesquisa realizada pela MasterCard em 2008, a cidade foi classificadas entre os 50 principais centros comerciais do mundo (a única cidade do continente africano).
A mineração foi a base da economia do Witwatersrand, mas sua importância está a diminuir gradualmente devido a reservas cada vez menores de minerais e porque os serviços e a indústria tornaram-se setores econômicos mais significativos para a cidade. Embora a mineração de ouro já não seja feita dentro dos limites da cidade, a maioria das empresas de mineração ainda têm a sua sede em Joanesburgo. As indústrias de transformação da cidade estendem-se por uma série de áreas e ainda há uma dependência de indústrias pesadas, como de aço e cimento.
Os serviços são compostos por setores como o bancário, de TI, mídia, imobiliário, transportes, saúde privada, lazer e por um mercado consumidor de varejo vibrante. Joanesburgo tem maior bolsa de valores da África, embora ela não esteja mais localizada no distrito central de negócios da cidade. Devido ao seu papel comercial, Joanesburgo é a sede do governo provincial e local de várias filiais do governo, bem como de serviços consulares e de outras instituições.

## Infraestrutura

### Transportes

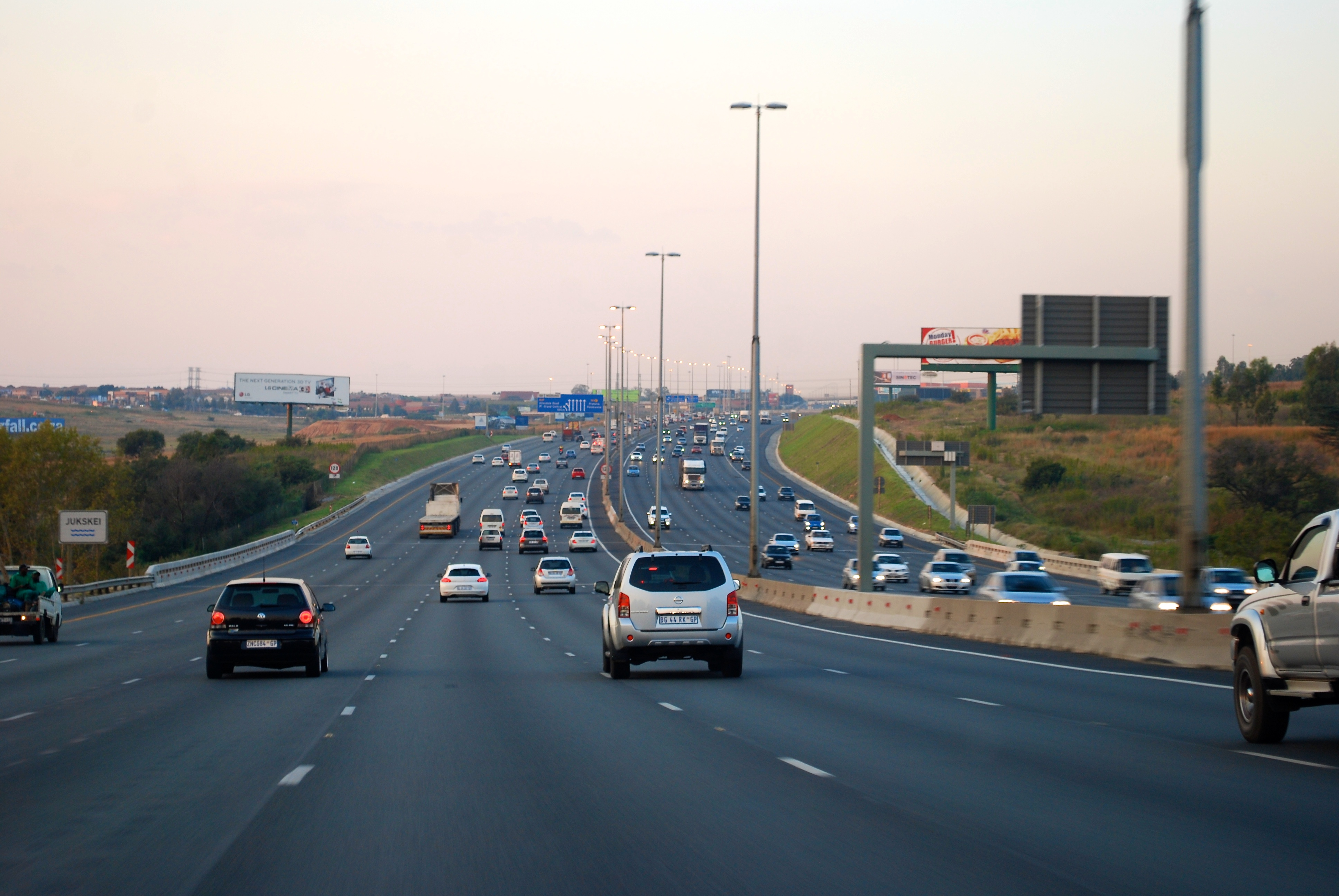
Rodovia N1, que liga Joanesburgo a Pretória

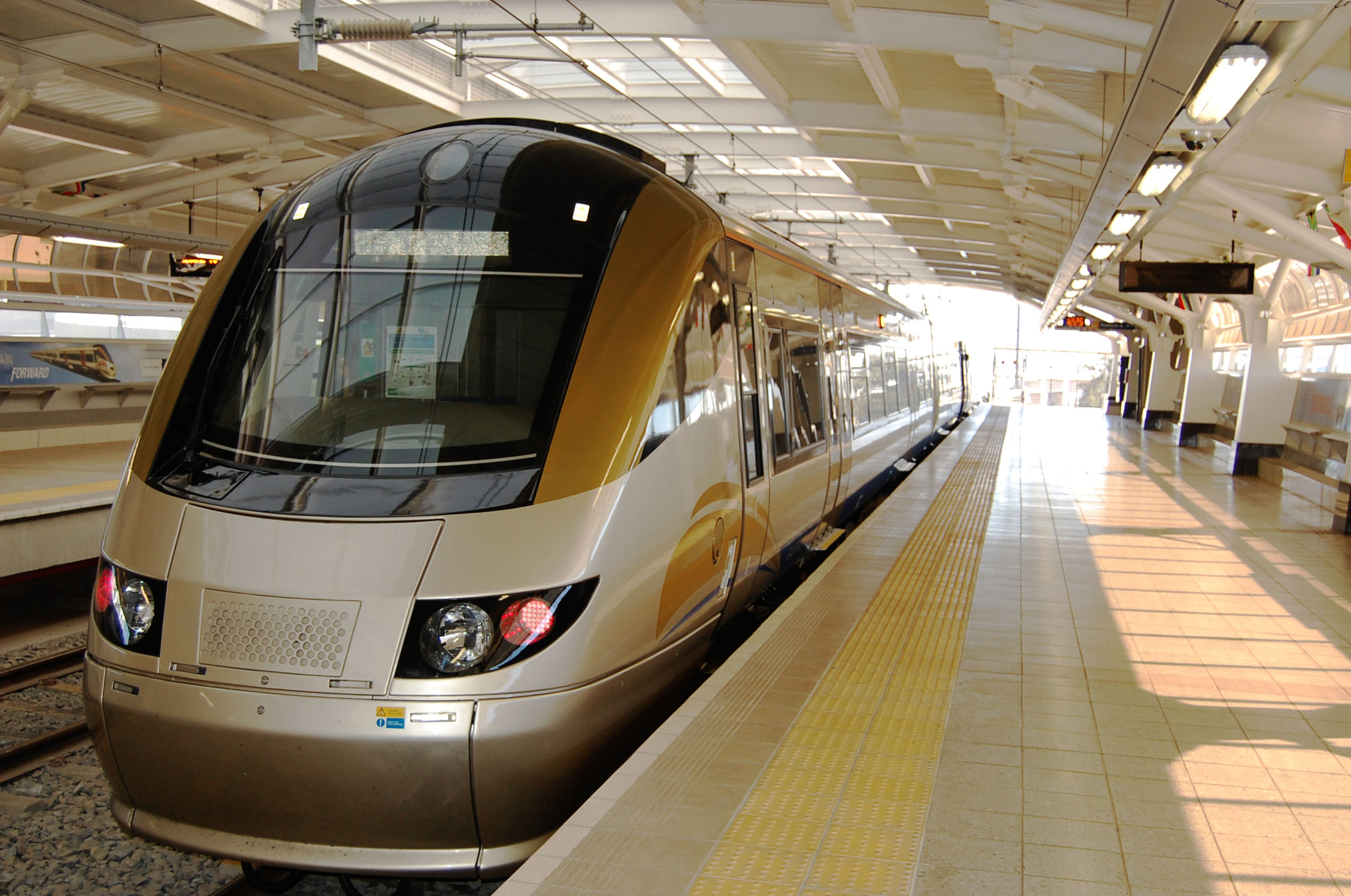
Gautrain, uma linha de trem que liga Joanesburgo a cidade de Pretória e ao Aeroporto Internacional Oliver Tambo

Joanesburgo é servida principalmente pelo Aeroporto Internacional Oliver Tambo (antigo Aeroporto Internacional de Joanesburgo e que antes era conhecido como Aeroporto Jan Smuts), para voos domésticos e internacionais. O Aeroporto Lanseria, situado na zona noroeste da cidade e mais perto do centro de negócios de Sandton, é usado para voos comerciais para Cidade do Cabo, Durban, Port Elizabeth, Botswana e Sun City. Outros aeroportos incluem o Aeroporto Rand e Aeroporto Grand Central. O Aeroporto Rand, localizado em Germiston, é um pequeno aeródromo usado principalmente para aviões particulares e a casa do primeiro Boeing 747 da South African Airways, o Lebombo, que agora é um museu da aviação. O Grand Central está localizado em Midrand e também atende a aeronaves pequenas e privadas.
O fato de Joanesburgo não estar perto de nenhum grande corpo de água navegável fez com que o transporte terrestre tenha se tornado o método mais importante de transporte de pessoas e mercadorias dentro e fora da cidade. Um dos mais famosos "anéis viários" da África é o Anel Viário de Joanesburgo. A estrada é composta por três rodovias que convergem para a cidade, formando um rodoanel de 80 km que conecta a cidade a N3 Eastern Bypass, que liga Joanesburgo com Durban; ao N1 Ocidental Bypass, que liga Joanesburgo com Pretória e Cidade do Cabo; e ao N12 Southern Bypass, que liga Joanesburgo com Witbank e Kimberley.
O sistema de trens urbanos Metrorail Gauteng conecta o centro de Joanesburgo com Soweto, Pretória e a maioria das cidades satélites ao longo do Witwatersrand. As ferrovias transportam um grande número de passageiros todos os dias. No entanto, a infraestrutura do Metrorail foi construída na fundação de Joanesburgo e abrange apenas as áreas mais antigas no sul da cidade. As áreas do norte, incluindo os distritos de negócios de Sandton, Midrand, Randburg e Rosebank, são servidos pela ligação ferroviária rápida do Gautrain Rapid Rail Link (ou Gautrain), um sistema de transporte ferroviário na Província de Gauteng que conta com 80 quilômetros de extensão e liga Joanesburgo à Pretória e ao Aeroporto Internacional Oliver Tambo, construído com o objetivo de aliviar o congestionamento do tráfego no eixo Joanesburgo - Pretória, bem como para oferecer uma alternativa viável ao transporte rodoviário, dada a limitada infra-estrutura de transporte público da cidade.

### Educação

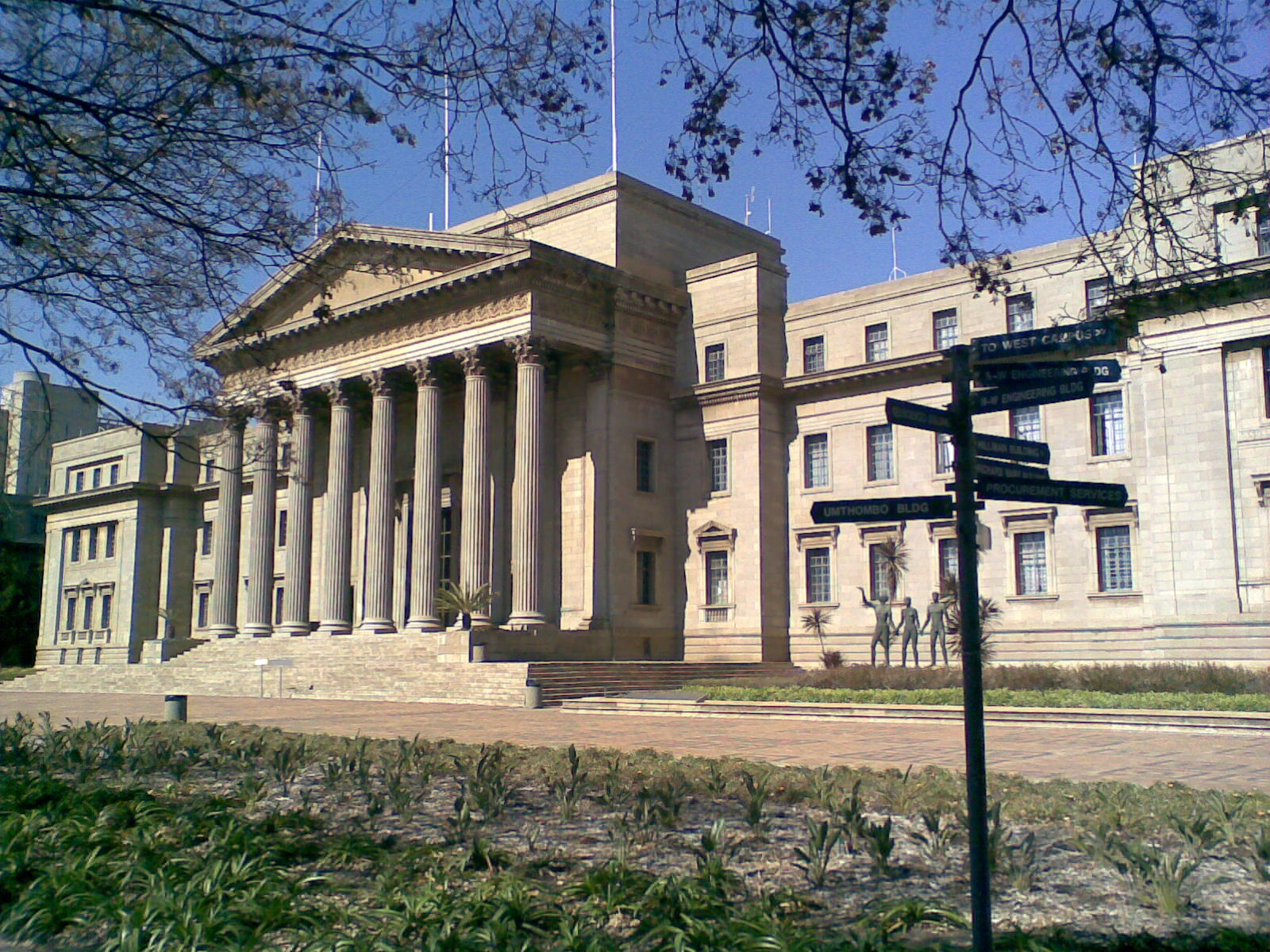
Universidade de Witwatersrand

Joanesburgo tem um sistema de ensino superior bem desenvolvido e também tem uma das várias escolas de cinema no país, uma das quais ganhou o Oscar de Melhor Filme de Estudante Estrangeiro em 2006. Muitas faculdades privadas também estão situadas na cidade, como a Universidade Monash (seus seis outros campi estão na Austrália, enquanto o oitavo está na Malásia).
A cidade é servida por instituições de ensino superior públicas como a Universidade de Witwatersrand, uma das principais universidades em África e conhecida como um centro de resistência ao apartheid, e a Universidade de Joanesburgo, que foi constituída em 1 de janeiro de 2005 e que oferece educação principalmente em inglês e africâner, embora os cursos possam ser feitos em qualquer uma das línguas oficiais da África do Sul. A escola de negócios Gordon Institute of Business Science, da Universidade de Pretória, também está localizada em Joanesburgo.[carece de fontes?]

## Cultura

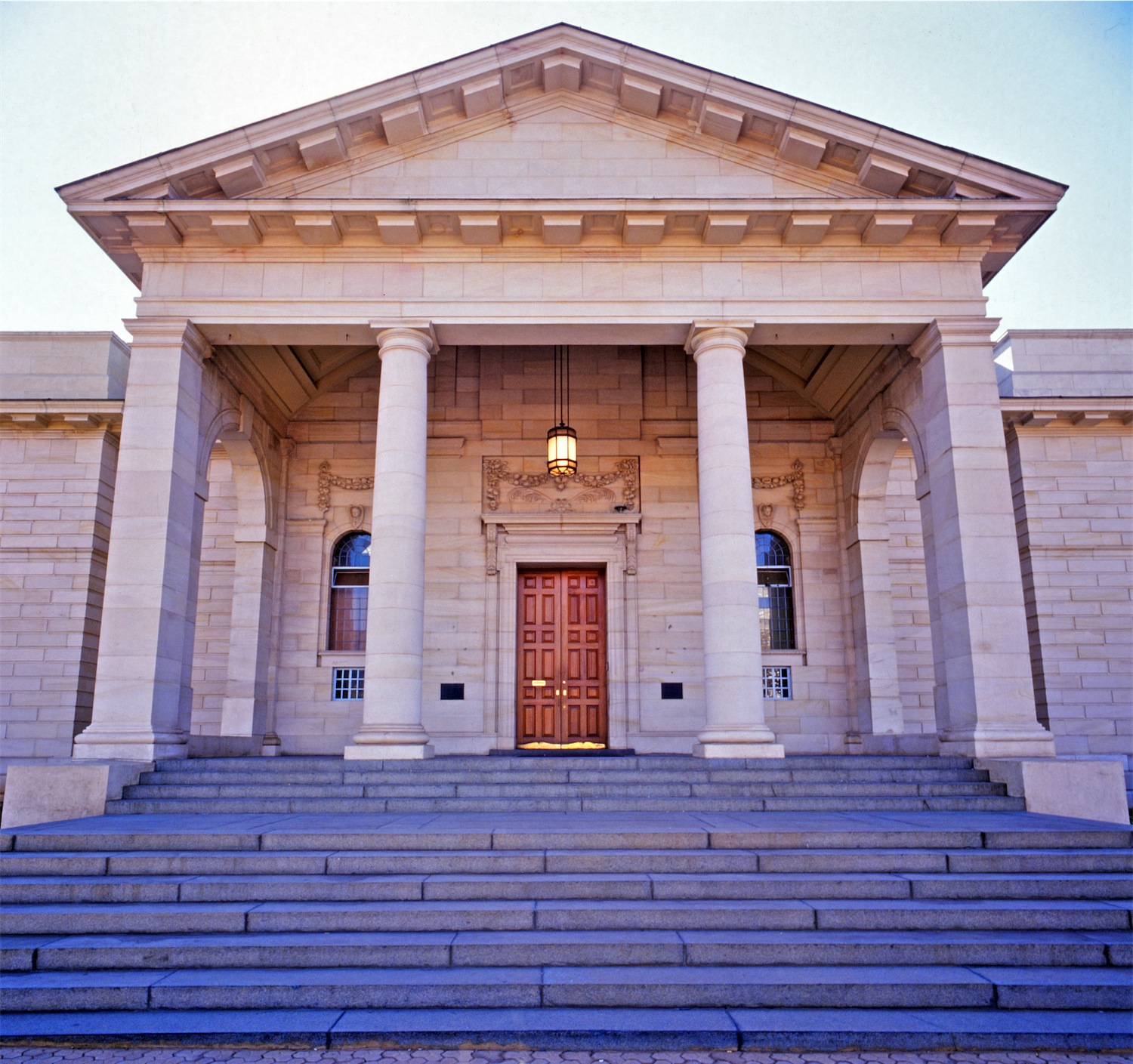
Galeria de Arte de Joanesburgo

A cidade é um centro cultural na África do Sul e tem uma grande variedade de espaços culturais, tornando-se uma área de destaque para muitas indústrias criativas e culturais.

### Espaços culturais
Joanesburgo é o lar da Escola Nacional de Artes, da Escola de Artes da Universidade de Witwatersrand e do Ballet Sul-Africano, bem como a Galeria de Arte de Joanesburgo e de outros marcos culturais importantes, como a Praça Mary Fitzgerald e vários outros museus, teatros, galerias e bibliotecas.
A Biblioteca Municipal de Joanesburgo está localizado no centro da cidade.

### Esportes
A cidade tem vários clubes de futebol da Premier Soccer League (PSL) e a Primeira Divisão Nacional. No PSL, as equipas de topo Joanesburgo são ferozes rivais e incluem Kaizer Chiefs (apelidado Amakhosi), Orlando Pirates (apelidado os Buccaneers), Moroka Swallows e Wits University (apelidado de The Clever Boys). Eles são baseados em FNB, Orlando, Dobsonville e Bidvest estádios da cidade. Vários League e da Taça de larga escala jogos são disputados no Estádio Soccer City o local da final da Copa do Mundo da FIFA 2010. Equipes da Primeira Divisão são Jomo Cosmos e FC AK. Katlehong City e Alexandra United, jogo em Alexandra e estádio Reiger Parque respectivamente..
A cidade é sede do time do Lions que disputa a Currie Cup e o Super Rugby que joga no Ellis Park, a cidade também recebeu a final da Copa do Mundo de Rugby de 1995, onde a África do Sul venceu a Nova Zelândia 15-12.